# Chirvai
Chirvai (din germană Kirchweih, alternativ Kerwei) este o sărbătoare asemănătoare cu hramul, originară din țările de limbă germană. Deși sărbătoarea își are originile în unele sărbători populare laice, ea a fost adaptată în Evul Mediu de Biserica Catolică, care a transformat-o într-o sărbătoare religioasă dedicată înființării unei noi biserici. Sărbătoarea de chirvai a fost adusă în Banat în secolul XVIII de coloniștii șvabi și se ține și azi în localitățile cu parohie catolică.